# Gobada
Gobada è un arrondissement del Benin situato nella città di Savalou (dipartimento delle Colline) con 5.458 abitanti (dato 2006).